# Механический завод
АО «Механи́ческий заво́д» — машиностроительное предприятие по производству башенных кранов, находится в г. Санкт-Петербург. Входит в группу компаний «Конрад».
Специализируется на выпуске:
- Башенных кранов марок КБ-503Б, КБ-503Б.21, КБСМ-503Б, КБ-581;
- Различных радиаторов серии «РСВ» и конвекторов серии «КСК».
- Различных металлоконструкций.

## История

### Советская эпоха
В 1959 году в системе предприятий Ленинградского горисполкома появляется новый механический завод, получивший название «Механический завод УКР Исполкома Ленсовета». В следующем году на заводе был освоен выпуск первой модели крана, а также панельных радиаторов для систем водяного отопления.
В конце 1960-х годов завод начал выпуск башенного крана грузоподъёмностью 10 тонн — КБ-502 (КБк-250), разработанного по заданию «Главленинградстроя». В 1970-е годы, на базе модели КБк-250 (КБ-502) был разработан новый башенный кран, получивший индекс КБ-503, а затем появилась и его первая модификация КБ-503А. С 1973 года завод стал серийно выпускать вторую модификацию 503-го крана, КБ-503Б. Грузоподъёмность последнего возросла до 12,5 т.

### Дальнейшая история
После распада СССР, в 1992 году завод был приватизирован и сменил название на «Механический завод». В период с 2001 года по 2002 год на заводе была проведена модификация модели КБ-503Б, в результате которой появился кран КБ-503Б.21 грузоподъёмностью 10 тонн при высоте подъёма 60 метров. Через три года начато серийное производство высотного верхнеповоротного крана КБ-581. Новый кран с высотой подъёма до 170 метров был создан совместно с КБ башенного краностроения ФГУП СКТБ БК, а первый образец был собран и прошёл испытания (заводские и приёмочные) всего за шесть месяцев.

## Деятельность
За всю историю предприятием выпускались краны восьми типов и четырнадцати модификаций. Общее количество выпущенных подъёмных кранов — порядка 2 тысяч единиц.

## Награды
В 2003 году успешно проведена сертификация завода по ISO-9001:2000.